# EuRailCo
EuRailCo est un opérateur ferroviaire qui a pour cible principale le marché du transport régional ferroviaire de voyageurs en Europe.
Plusieurs structures ont été créées, EuRailCo UK au Royaume-Uni en 2003, EuRailCo GmbH en Allemagne en 2004 et enfin EuRailCo en France en 2006.
En France, EuRailCo dispose d’une Licence d'entreprise ferroviaire depuis octobre 2007 mais cette Licence peut également être utilisée dans d’autres pays européens que la France.
En Allemagne, EuRailCo GmbH possédait 75 % de trans regio, opérateur ferroviaire dans les régions de Rhénanie du Nord - Westphalie et Rhénanie – Palatinat. En 2012 il racheta les autres 25 %.
L'entreprise EURAILCO a été radiée le 5 décembre 2013.

## Une alliance Transdev-RATP Dev
EuRailCo a été créée dans le cadre d’un accord de partenariat entre RATP Dev (Groupe RATP) et Transdev. Les deux groupes ont souhaité s'allier pour développer une activité de transport ferroviaire régional de voyageurs. Ils possèdent chacun 50 % de l'ensemble EuRailCo.  EuRailCo compte utiliser les expertises et savoir-faire combinés des deux groupes pour se développer sur son marché.

## Les références d'EuRailCo
EuRailCo exploite, par l’intermédiaire de sa filiale allemande Trans Regio (de), la ligne Mittelrheinbahn. Cette ligne (185 km, 43 gares) relie Cologne, Bonn, Coblence et Mayence, et compte parmi les plus belles d’Allemagne puisqu’elle longe le cours sinueux du Rhin et traverse, pour une grande partie de son tracé, un paysage naturel grandiose classé patrimoine mondial de l’UNESCO. 
Depuis 2013, la compagnie “trans regio” appartient au « nouveau » Transdev.